# Liste der Naturdenkmale in Düngenheim
Die Liste der Naturdenkmale in Düngenheim nennt die im Gemeindegebiet von Düngenheim ausgewiesenen Naturdenkmale (Stand 25. März 2024).

## Naturdenkmale
| Nr.         | Bezeichnung         | Lage                                                 | Beschreibung | Bild                                    |
| ----------- | ------------------- | ---------------------------------------------------- | ------------ | --------------------------------------- |
| ND-7135-383 | Eiche am Geisenberg | nordöstlich des Ortes; Abteilung Auf Geisenberg Lage | Qurcus robur | Direkt Bild zu diesem Denkmal hochladen |